# Patrick Draenert
Patrick Roger Draenert (Tettnang, 6 settembre 1969) è un ex schermidore tedesco, vincitore di una medaglia di bronzo ai campionati mondiali di scherma.

## Palmarès
In carriera ha conseguito i seguenti risultati:
- Mondiali di scherma

Essen 1993: bronzo nella spada a squadre.
- Europei di scherma

Vienna 1991: oro nella spada a squadre.
Linz 1993: oro nella spada individuale.
Funchal 2000: bronzo nella spada a squadre.